# Charsonville
Charsonville is een gemeente in het Franse departement Loiret (regio Centre-Val de Loire) en telt 627 inwoners (2005). De plaats maakt deel uit van het arrondissement Orléans.

## Geografie
De oppervlakte van Charsonville bedraagt 24,1 km², de bevolkingsdichtheid is 26,0 inwoners per km².
De onderstaande kaart toont de ligging van Charsonville met de belangrijkste infrastructuur en aangrenzende gemeenten.

## Demografie
Onderstaande figuur toont het verloop van het inwonertal (bron: INSEE-tellingen).